# آکیناکه

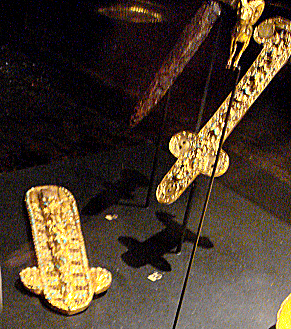
آکیناکه زرین یافته‌شده در طلاتپه.

اَکینَکَه یا خنجرهای سکا (به یونانی acinaces، هم‌ریشه با سُغدی کیناک)، یک گونه شمشیر بوده که به‌دست هخامنشیان به کار می‌رفته‌است. طراحی آن از هخامنشیان بوده است و به‌دست پارسیان مشهور شد و به‌سرعت در تمام جهان باستان گسترش یافت.
غالباً، آکیناکه ۳۵–۴۵ سانتیمتر درازا داشته و دو لبه بوده‌است و پهنای بین دو لبه برای کوبیدن و له کردن به کار می‌رفته و یک غلاف به شکل B برای حفظ دست داشته‌است. غلافش منحصر به فرد و معرفش بوده و معمولاً هلالی در یک سویش داشته که اجازه می‌داده است از سمت راست کمربند آویزان شود.
آن طور که پیداست، آکیناکه یک جنگ‌افزار فروکردنی بوده، و از آنجا که غالباً به سمت راست کمربند آویزان می‌شده، پیداست که، در هنگام خطرهای ناگهانی، به یکباره بیرون کشیده می‌شده است.
متون باستانیِ اندکی دربارهٔ آکیناکه در دست است. آکیناکس یک شمشیر پارسی بوده است، ولی مؤلفان لاتین این واژه را به جای هر جنگ‌افزار مشابه دیگری که خواسته‌اند به کار برده‌اند. به‌ویژه، واژهٔ آکیناکه در متون عهد وسطیٰ زیاد دیده می‌شود و معرف نوعی شمشیر اروپایی است. شمشیر پارسی کنونی (شمشیر هلالی‌شکل) شباهت‌هایی به آکیناکه دارد و در عهد باستان وجود نداشته‌است. پارسیان عهد هخامنشی بیشتر از یک گونه شمشیر به کار می‌برده‌اند: در آثار هنری پارسی باستان، محافظان شاه و اشراف مهم خنجرهای زیورگون و اُریب دارند؛ در آثار هنر یونان نیز سربازان پارسیِ مجهز به کُپیس (Kopis) بارها دیده می‌شوند. بیشتر شمشیرهای پارسی به کار رفته به دست هخامنشیان شبیه هم بوده‌اند و دربارهٔ اینکه کدام یک آکیناکه بوده‌است باید پژوهید.
یک سرنخ سودمند این است که در متون یونانی و رومی آمده‌است که شاه پارسیان آکیناکه خود را به نشانهٔ دوستی می‌فرستاده است. این متون دال بر این است که خنجر شاه آکیناکه بوده‌است.
یک نقل قول از مورخ یهودی «ژوزفوس» به جا مانده که می‌گوید: سیکاری‌ها (Sicarii)، که گونه‌ای راهزن بودند، در آن زمان به بیشترین تعداد رسیده بودند و از شمشیرهای کوچکی بهره می‌بردند که از بهر اندازه شبیه آکیناکهٔ پارسیان بود، ولی به مانند سیکای رومی خمیده بود و این راهزنان نامشان را از آن داشتند. این نقل قول هم نشانگر آن است که آکیناکه همان خنجر پارسیان است.

## نگارخانه

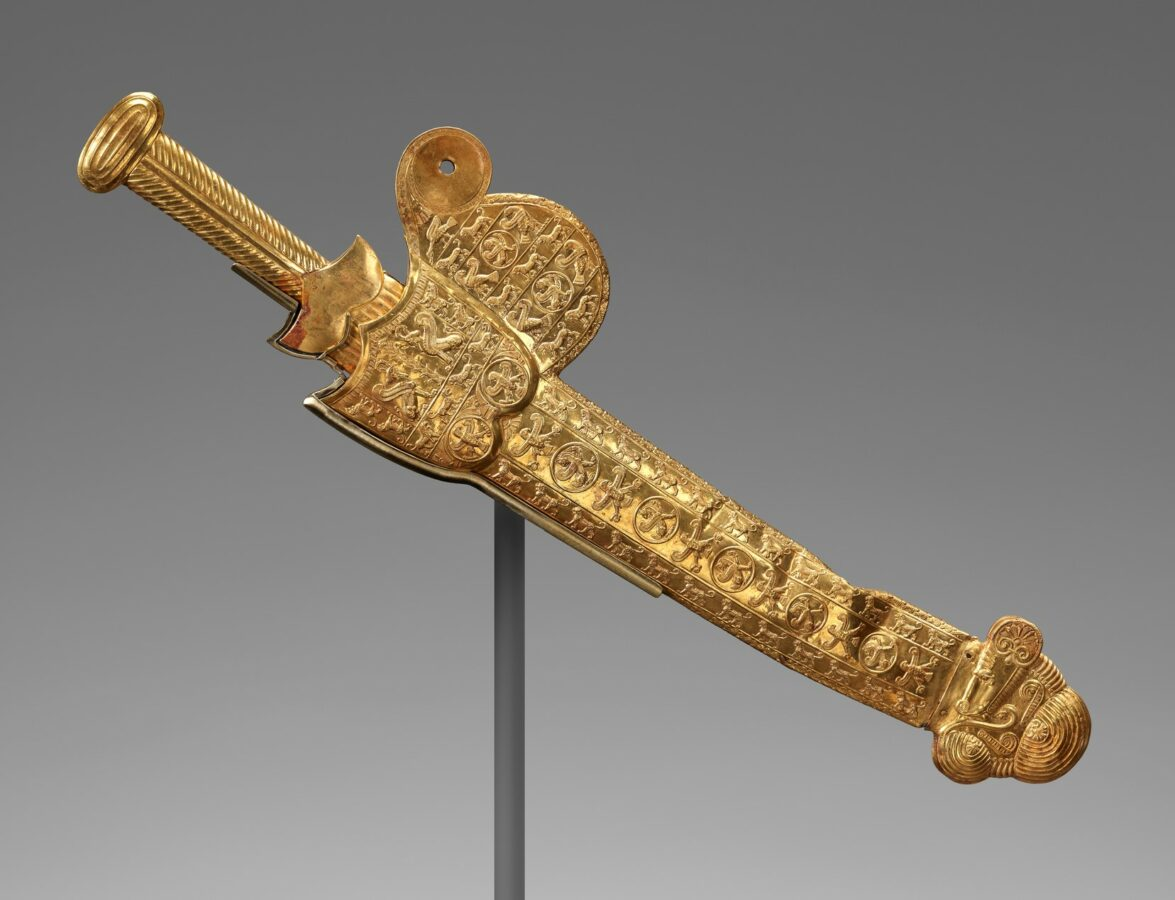
آکیناکه اردشیر یکم از موزه گتی
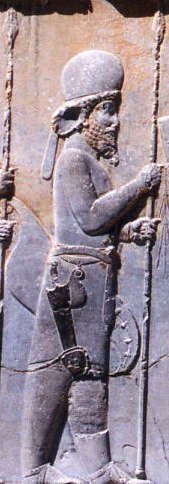
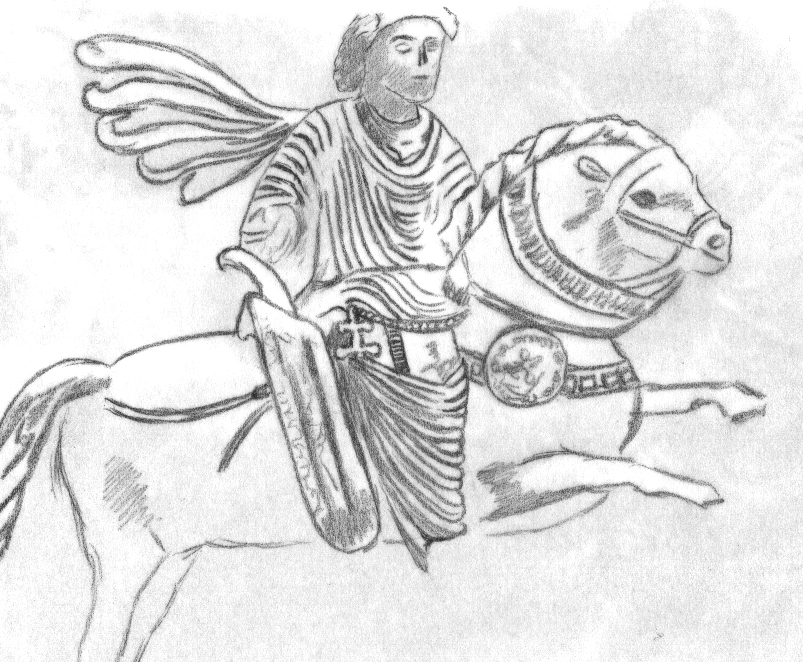
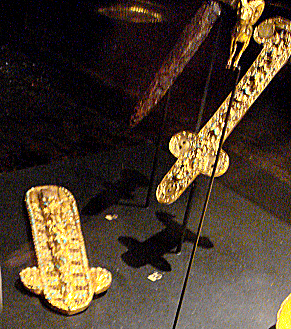
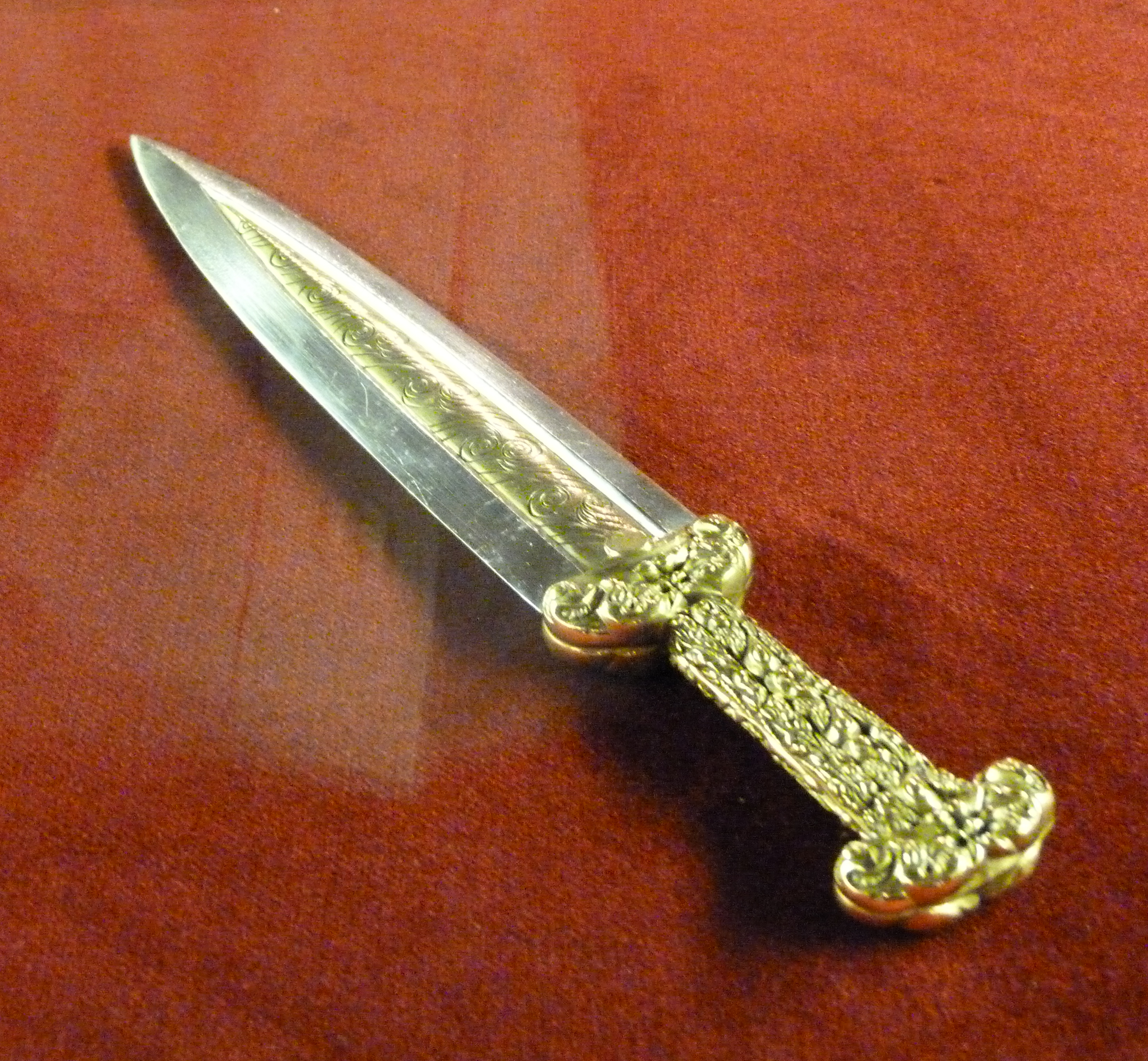
خنجر سکا کشف شده در ارژن